# António Pocinho
António Manuel Pocinho Figueiredo dos Santos Castelo (Condeixa, 1958 - 12 de Agosto de 2010) foi um escritor português.

## Biografia
Cresceu e viveu parte da sua vida em Tomar. Viveu em Lisboa desde o princípio da década de 1970.
Licenciado em Antropologia pela Universidade Nova de Lisboa, o seu trabalho compreende poesia, narrativa, jornalismo e dramaturgia.
Cronista e colaborador, entre 1998 e 2001, nas 27 edições da revista FLIRT.
Esta é a definição que fez de si próprio :
"António Pocinho nasceu em 1958, mas com o bug informático da passagem do milénio, corre o risco de, nessa data, ainda não vir a ter nascido.
É antropólogo, passageiro e condutor de escritos voadores, dispersos por poesia, jornalismo, narrativas, revistas, postais ilustrados, frases avulsas e textos para o Pogo Teatro: Balada a Mr. Brandy, O Homem do Liechtenstein (co-autoria), Handicap (co-autoria) e Unidril 500."
Faleceu em 12 de Agosto de 2010.

## Livros publicados
- "Rosto Pintado de Anjo no Cinema" (Fenda; 1981),
- “Metamorfoses do vídeo” (Alberto Pimenta, Filipe Liz, António Pocinho)
- "A Ilustre Máquina de Ramires (1ª edição)", (Fenda ; 1988),
- "Elucidário Sexual" (Fenda; 1997),
- "A Ilustre Máquina de Ramires" (2ª edição; revista e aumentada) (Fenda; 1999),
- "Pés Frios Dentro da Cabeça" (Fenda; 1999)
- "Quanto Custa Criar uma Sardinha" (Fenda; 1999).
- “Os mistérios de Casimiro” (2002)

## Dramaturgia
- "Balada a Mr. Brandy" (1993; Pogo Teatro)
- "Handicap" (co-autoria) (1996; Pogo Teatro)
- "O Homem do Liechtenstein" (co-autoria) (1997; Pogo Teatro),
- "Unidril 500"(Pogo Teatro)

## Textos em revistas
Cronista regular, entre 1998 e 2001, nas 27 edições da revista “FLIRT”.